# Europsko prvenstvo u nogometu – Švedska 1992.
9. Europsko prvenstvo u nogometu – Švedska 1992. održano je od 10. do 26. lipnja 1992. Naslov europskih prvaka ponijela je Danska.

## Grupe
| Grupa A   | Grupa B    |
| --------- | ---------- |
| Švedska   | Nizozemska |
| Danska    | Njemačka   |
| Francuska | Škotska    |
| Engleska  | ZND        |

## Vanjske poveznice
|  | Zajednički poslužitelj ima još gradiva o temi Europsko prvenstvo u nogometu – Švedska 1992. |

- Euro 1992 na UEFA.com